# غراهام وايلي
غراهام وايلي (بالإنجليزية: Graham Wylie)‏ هو رائد أعمال بريطاني، ولد في 12 أغسطس 1959.